# Peter Philipp Riedl
Peter Philipp Riedl (* 4. Mai 1965 in Regensburg) ist ein deutscher Literaturwissenschaftler und Hochschullehrer an der Albert-Ludwigs-Universität Freiburg.

## Leben und Wirken
Riedl studierte von 1986 bis 1991 Germanistik und Geschichte an der Universität Regensburg und legte dort das Magisterexamen ab. 1995 wurde er in Regensburg bei Hans Joachim Kreutzer mit einer Arbeit zum Thema Öffentliche Rede in der Zeitenwende. Deutsche Literatur und Geschichte um 1800 promoviert. Anschließend war Riedl wissenschaftlicher Assistent an der Universität Regensburg und von 1998 bis 1999 Visiting Scholar am Trinity College, Cambridge (Großbritannien). Im Dezember 2002 habilitierte sich Riedl in Regensburg mit einer Studie zu Traditionsentwürfen in Literatur und Wissenschaft 1860 bis 1930. Von 2003 bis 2007 war Riedl wissenschaftlicher Oberassistent an der Universität Regensburg und wechselte 2008 als wissenschaftlicher Mitarbeiter an die Albert-Ludwigs-Universität Freiburg. 2009 und 2011 war er Fellow am Freiburg Institute for Advanced Studies (FRIAS). Seit 2016 ist Riedl außerplanmäßiger Professor für Neuere Deutsche Literaturgeschichte am Deutschen Seminar der Universität Freiburg.

## Schriften (Auswahl)
- Öffentliche Rede in der Zeitenwende. Deutsche Literatur und Geschichte um 1800. Niemeyer, Tübingen 1997, ISBN 9783110922363 (Zugl.: Regensburg, Univ., Diss., 1995).
- Epochenbilder – Künstlertypologien. Beiträge zu Traditionsentwürfen in Literatur und Wissenschaft 1860 bis 1930. Vittorio Klostermann, Frankfurt am Main 2005, ISBN 3-465-03410-4 (Zugl.: Regensburg, Univ., Habil.-Schr., 2002/03).
- Gelassene Teilnahme. Formen urbaner Muße im Werk Goethes. Mohr Siebeck, Tübingen 2021, ISBN 978-3-16-160039-5.